# Roosna-Alliku
Roosna-Alliku era un comune rurale dell'Estonia centrale, nella contea di Järvamaa. Il centro amministrativo era l'omonimo borgo (in estone alev).
Nel 2017 è stato inglobato nel comune di Paide.

## Località
Oltre al capoluogo, il comune comprende 12 località (in estone küla):
Allikjärve, Esna, Kaaruka, Kihme, Kirisaare, Kodasema, Koordi, Oeti, Tännapere, Valasti, Vedruka and Viisu.